# Autobus de Montargis
L'autobus de Montargis, est un réseau d'autobus qui dessert la ville de Montargis et son agglomération, exploité sous l'appellation Amelys. Il comprend cinq lignes de bus qui desservent les communes d'Amilly, Cepoy, Châlette-sur-Loing, Corquilleroy, Montargis, et Villemandeur. Le réseau est exploité par Keolis Montargis, filiale du groupe Keolis.
Montargis et son agglomération sont desservies par 8 lignes régulières circulant de 6h à 20h environ du lundi au samedi. Elles desservent 5 communes de l'agglomération : Montargis, Chalette-sur-Loing, Villemandeur, Cepoy et Amilly. Les autres communes de l'agglomération sont desservies par des lignes complémentaires et secondaire, elles servent aux ramassages scolaires des communes qui s'effectuent le matin et le soir. Le mercredi, les dessertes s'effectuent le matin et le midi, ces lignes sont desservies en principal par des Irisbus Agora et Citelys 12, les Renault R 312 sont en cours de réformation.
Les services sont entre 6 h 00 et 19 h 30 environ. Les Flexo de nuit sont des lignes qui font les mêmes trajets que les lignes régulières sauf qu'ils partent de la gare SNCF ou de Mirabeau, à 23h15. Les bus font leur destination en rapport avec le choix des usagers sans réservation, le Flexo fonctionne le vendredi et samedi soir. La navette Coralys se concentre sur le centre-ville de Montargis et la navette moov'amelys est faite pour le transport des handicapés. Toutes les lignes fonctionnent du lundi au samedi sauf lignes scolaires (complémentaires et secondaires). Le dimanche, seules les lignes du réseau Rémi centre Val de Loire (Loiret) fonctionnent. Les arrêts de bus sont répartis en poteau de bus avec afficher les horaires de passage et les numéros de ligne qui y passe. Certains abribus sont équipés de système timeo qui affiche le temps d'attente électronique des prochains passages de bus qui est située dans l'abribus. Et les prochains passages de bus en temps réel sont disponibles sur le site officiel du réseau, voir les liens externes.

## Histoire

### 1966 - 2005: Les débuts
En 1966, le District de l’Agglomération Montargoise confie l’exploitation des transports urbains aux Cars Simon.
Le 1er novembre 1982, les Cars Simon sont remplacés par la Société des Transports de l’Agglomération Montargoise (STAM), filiale du groupe Transexel, qui a pour mission principale la gestion des lignes régulières. Le District achète alors six bus standard (12 mètres de longueur) et trois minibus.
En 1986, la STAM se voit confier l'organisation du ramassage scolaire. Le parc de véhicules s'agrandit pour atteindre en 2002 un total de 27 bus standards et 3 mini-bus

### 2005: Changement de nom pour Amelys
Le nom commercial du réseau "Amelys" a été adopté en 2005, pour remplacer l'ancien nom STAM (Société des Transports de l'Agglomération Montargoise). À cette occasion, une nouvelle livrée en apposée sur les bus du réseau. La STAM devient Keolis Montargis en 2007, à la suite de la décision du groupe Keolis de changer le nom de ses filiales. Le pôle d'échange principal déménage de la place du Pâtis à Mirabeau et 2 nouveau bus standards sont livrés pour atteindre 29 bus standards.
En 2008, Amelys crée un service pour les personnes à mobilité réduite, "Moov'Amelys", qui fonctionne sur réservation avec un mini-bus dédié.
En 2010, Coralys, une ligne desservant les quartiers du centre de Montargis est créée. Un mini-bus est affecté à ce service. Il fonctionne le mardi, jeudi et vendredi de 14h à 19h30 et le mercredi et le samedi de 10h à 19h30. Le mini-bus passe toutes les 30 minutes et l'entrée à bord est gratuite.
En 2011, 25 bus sont équipés d'un bandeau d'information en temps réel défilant appelé Luciol. 6 arrêts sont équipés d'informations en temps réel qui indiquent le temps d'attente jusqu'au prochain bus. En 2012, 7 autres arrêts sont équipés de ce système.
En 2013, à la suite de l'extension de l'Agglomération Montargoise, les 5 nouvelles communes sont à présent desservies par des lignes complémentaires ou secondaires. Le service de soirée Flexo est mis en place. Depuis la place Mirabeau ou la Gare SNCF, à 23h15, le Flexo assure le trajet jusqu'à l'arrêt d'une ligne de bus régulière de son choix. Toutes les lignes complémentaires et secondaires du réseau ont été renumérotées.
En 2015, le groupe Keolis Montargis reçoit deux Iveco Urbanway 12 mètres. Le parc se composent alors d'Iveco Urbanway 12, d'Irisbus Citelis 12 et d'Irisbus Agora circulant encore en 2017.

### 2019: Une refonte nécessaire
Le 6 juillet 2019, à la suite des problèmes que rencontrait le réseau comme le réseau trop centralisé sur Mirabeau ou la faible desserte de la Gare SNCF et des communes périphériques à Montargis, le réseau subit une refonte: le trajet des lignes 1 et 2 sont conservés mais la ligne 3 est coupée en 2 (dorénavant seul le trajet Mirabeau - Amilly Stade est conservé). La ligne 4 en direction de Villemandeur est supprimée pour une ligne inter-quartiers qui reprend le trajet de la ligne 3 entre Mirabeau et Chalette-sur-Loing puis dessert tous les quartiers de Chalette-sur-Loing avant d'aller jusqu'à la Gare. La ligne 5 est aussi une ligne inter-quartier qui dessert Villemandeur avant de faire le tour d'Amilly jusqu'à l'hôpital. Toutes les lignes complémentaires et secondaires ont été modifiées pour une meilleure desserte des établissements scolaires et une meilleure desserte des communes en périphérie de Montargis. La desserte de la Gare SNCF a été quadruplée par le passage de 3 lignes de bus (1,2 et 4) et sa desserte étendue jusqu'à 21h.
Un nouveau billet est créé: le ticket Duo qui permet de faire un aller-retour valable une journée pour 2€ au lieu de payer 2 tickets simples pour 2,40€.
Le 9 octobre 2019, 100 vélos sont mis à dispositions des usagers dans une station à la Gare SNCF. Un nouveau service plus centré sur la Gare SNCF apparaît. Il s'agit du Service Gare SNCF. Ce nouveau service permet de desservir tous les points de l'Agglomération depuis la Gare en matinée ou en soirée. Ce service permet donc d'encore renforcer la desserte de la Gare SNCF, déjà améliorée par le passage de 3 lignes régulières.
Ci-dessous, le tableau des lignes composantes du réseau entre 2019 et 2025,:

### 2025: Nouveau réseau Amelys pour le 1er septembre 2025
Le 1er septembre 2025, d'importants changements ont lieu sur le réseau Amelys, avec la mise en service d'un nouveau réseau de lignes urbaines et périurbaines, ainsi que l'entrée en vigueur de nouveaux tarifs pour les titres occasionnels,:
Sur le réseau urbain :
- La ligne 1 est prolongée jusqu'à Blaise à Corquilleroy, et dessert également le Vélodrome de Montargis à certaines heures uniquement ;
- La ligne 2 voit son itinéraire Nord prolongé à certaines heures jusqu'à Blaise ;
- La ligne 3 voit son amplitude horaire augmentée, avec un dernier départ à 20h05 en direction de Stade ;
- La ligne 4 voit son amplitude horaire augmentée, avec un dernier départ à 20h15 en direction de Mirabeau ;
- La ligne 5 voit son itinéraire modifié, avec l'ajout de l'arrêt Aubrac à Villemandeur, ainsi que d'horaires mieux calés sur ceux des salariés de la Zone d'Activités de Villemandeur et des écoliers des établissements scolaires d'Amilly ;
- La ligne 6 voit le jour, reliant Pannes via l'arrêt Tourterelles à Forêt, en passant par Château Blanc, Châlette-sur-Loing et la Gare SNCF ;
- La ligne 7 voit le jour, reliant Paucourt via l'arrêt Romainville à Mirabeau, en desservant la Gare Routière et le Musée Girodet ;
- La ligne 8 voit le jour, reliant Antibes à Kennedy, en desservant les zones périphériques de Villemandeur ;
- La Navette Rés'Arboria voit le jour, permettant de relier Pannes via l'arrêt Arboria à Mirabeau, en réservant à l'avance son trajet.

Sur le réseau périurbain :
- La nouvelle ligne 11 relie Clériceau (situé à Amilly) au Collège Schuman de la même commune ;
- La nouvelle ligne 12 relie Prieuré au Collège Schuman d'Amilly ;
- La nouvelle ligne 13 relie Moissy (situé à Mormant) au Collège Schuman d'Amilly ;
- La nouvelle ligne 14 relie le Stade d'Amilly au Lycée en Forêt de Montargis ;
- La nouvelle ligne 15 relie Gros Moulin (situé à Amilly) au Lycée en Forêt ;
- La nouvelle ligne 16 relie Moissy au Lycée en Forêt en passant par Mirabeau ;
- La nouvelle ligne 17 relie Saulceux (situé à Amilly) à l'arrêt Le Plateau, permettant de desservir les lycées Durzy et du Château Blanc ;
- La nouvelle ligne 21 relie la Mairie de Vimory au Collège Aubrac de Villemandeur ;
- La nouvelle ligne 22 relie Le Petit Marais (situé à Vimory) au Lycée en Forêt, en passant par Chevillon-sur-Huillard et Villemandeur ;
- La nouvelle ligne 23 relie l'arrêt Marsan (situé à Chevillon-sur-Huillard) au Collège Aubrac ;
- La nouvelle ligne 24 relie l'arrêt Pinède (situé à Saint-Maurice-sur-Fessard) à l'arrêt Le Plateau, permettant de desservir les lycées Durzy et du Château Blanc.

Pour permettre aux élèves du Collège Aubrac de revenir, 3 lignes de retours voient le jour : la ligne 31 permet de revenir jusqu'à la commune de Lombreuil, les lignes 32 et 33 permettent quand à elles de revenir jusqu'à la commune de Chevillon-sur-Huillard.
De la même manière, 3 lignes de retours voient le jour pour revenir des différents lycées : la ligne 41 permet de revenir jusqu'à Lombreuil depuis le Lycée en Forêt, la ligne 42 permet de revenir jusqu'à Chevillon-sur-Huillard depuis l'arrêt Le Plateau, et la ligne 43 permet également de revenir jusqu'à Chevillon-sur-Huillard, mais depuis le Lycée en Forêt.
Enfin, de nouveaux tarifs entrent en vigueur sur les titres occasionnels à cette date, qui sont désormais valables 1 heure :
- Le Ticket 1 Voyage acheté à la Maison de la Mobilité coûte désormais 1,20 €, tandis que celui acheté à bord des véhicules coûte 1,40 € ;
- Le Ticket Aller-Retour acheté à la Maison de la Mobilité coûte 2,00 € ;
- Le Ticket Journée illimitée acheté à la Maison de la Mobilité coûte 3,60 € ;
- Le Ticket 10 Voyages acheté à la Maison de la Mobilité coûte 10,35 €.

## Lignes du réseau

### Présentation
Le réseau de bus Amelys est composé de :
- 8 lignes urbaines (numérotées de 1 à 8) ;
- 2 Navettes (nommées Rés'Arboria et Coralys) ;
- 17 lignes périurbaines (numérotées de 11 à 43).

### Lignes régulières
| Ligne | Caractéristiques | Caractéristiques                            | Caractéristiques                            | Caractéristiques                            | Caractéristiques                            | Caractéristiques                            | Caractéristiques                            | Caractéristiques                            | Caractéristiques                            |
| 1     | Blaise ⥋ Hôpital | Blaise ⥋ Hôpital                            | Blaise ⥋ Hôpital                            | Blaise ⥋ Hôpital                            | Blaise ⥋ Hôpital                            | Blaise ⥋ Hôpital                            | Blaise ⥋ Hôpital                            | Blaise ⥋ Hôpital                            | Blaise ⥋ Hôpital                            |
| ----- | --- | ------------------------------------------- | ------------------------------------------- | ------------------------------------------- | ------------------------------------------- | ------------------------------------------- | ------------------------------------------- | ------------------------------------------- | ------------------------------------------- |
| 1     | Ouverture / Fermeture 1er septembre 2025 / — | Longueur —                                  | Durée 50 min                                | Nb. d’arrêts 50                             | Matériel Standards                          | Jours de fonctionnement L, Ma, Me, J, V, S  | Jour / Soir / Nuit / Fêtes O / N / N / N    | Voy. / an —                                 | Exploitant Keolis Montargis                 |
| 1     | Desserte : - Communes desservies : Corquilleroy (Bûges), Chalette-sur-Loing (Vesines et Kennedy), Montargis (Centre et Gare), Amilly (Viroy) - Principaux arrêts : Bûges, Vésines, Saint-Gobin, Château Blanc, Vauban, Mirabeau, Gare SNCF, Schuman, Hôpital |                                             |                                             |                                             |                                             |                                             |                                             |                                             |                                             |
| 1     | Autre : - Date de dernière mise à jour : 14 juin 2025. |                                             |                                             |                                             |                                             |                                             |                                             |                                             |                                             |
| 1     | Dernière actualisation : — |                                             |                                             |                                             |                                             |                                             |                                             |                                             |                                             |
| 2     | La Chapelle ↔ Mirabeau ⥋ Antibes / Chesnoy | La Chapelle ↔ Mirabeau ⥋ Antibes / Chesnoy  | La Chapelle ↔ Mirabeau ⥋ Antibes / Chesnoy  | La Chapelle ↔ Mirabeau ⥋ Antibes / Chesnoy  | La Chapelle ↔ Mirabeau ⥋ Antibes / Chesnoy  | La Chapelle ↔ Mirabeau ⥋ Antibes / Chesnoy  | La Chapelle ↔ Mirabeau ⥋ Antibes / Chesnoy  | La Chapelle ↔ Mirabeau ⥋ Antibes / Chesnoy  | La Chapelle ↔ Mirabeau ⥋ Antibes / Chesnoy  |
| 2     | Ouverture / Fermeture 6 juillet 2019 / — | Longueur —                                  | Durée 40 min                                | Nb. d’arrêts 44                             | Matériel Standards                          | Jours de fonctionnement L, Ma, Me, J, V, S  | Jour / Soir / Nuit / Fêtes O / N / N / N    | Voy. / an —                                 | Exploitant Keolis Montargis                 |
| 2     | Desserte : - Communes desservies : Cepoy, Chalette-sur-Loing (Lancy et Bourg), Montargis, Amilly (Zone Commerciale) - Principaux arrêts : La Chapelle, Cepoy Mairie, Lancy, Painlevé, Jaurès, Gare SNCF, Mirabeau, Antibes                                   |                                             |                                             |                                             |                                             |                                             |                                             |                                             |                                             |
| 2     | Autre : - Date de dernière mise à jour : 4 novembre 2024. |                                             |                                             |                                             |                                             |                                             |                                             |                                             |                                             |
| 2     | Dernière actualisation : — |                                             |                                             |                                             |                                             |                                             |                                             |                                             |                                             |
| 3     | Mirabeau ⥋ Amilly Stade | Mirabeau ⥋ Amilly Stade                     | Mirabeau ⥋ Amilly Stade                     | Mirabeau ⥋ Amilly Stade                     | Mirabeau ⥋ Amilly Stade                     | Mirabeau ⥋ Amilly Stade                     | Mirabeau ⥋ Amilly Stade                     | Mirabeau ⥋ Amilly Stade                     | Mirabeau ⥋ Amilly Stade                     |
| 3     | Ouverture / Fermeture 6 juillet 2019 / — | Longueur —                                  | Durée 25 min                                | Nb. d’arrêts 25                             | Matériel Standards                          | Jours de fonctionnement L, Ma, Me, J, V, S  | Jour / Soir / Nuit / Fêtes O / N / N / N    | Voy. / an —                                 | Exploitant Keolis Montargis                 |
| 3     | Desserte : - Communes desservies : Montargis (Centre et La Chaussée), Amilly (Centre) - Principaux arrêts : Mirabeau, Musée Girodet, Amilly Mairie, Amilly Z.I., Amilly Stade                                                                                |                                             |                                             |                                             |                                             |                                             |                                             |                                             |                                             |
| 3     | Autre : - Date de dernière mise à jour : 4 novembre 2024. |                                             |                                             |                                             |                                             |                                             |                                             |                                             |                                             |
| 3     | Dernière actualisation : — |                                             |                                             |                                             |                                             |                                             |                                             |                                             |                                             |
| 4     | Mirabeau ⥋ Gare SNCF via Chalette-sur-Loing | Mirabeau ⥋ Gare SNCF via Chalette-sur-Loing | Mirabeau ⥋ Gare SNCF via Chalette-sur-Loing | Mirabeau ⥋ Gare SNCF via Chalette-sur-Loing | Mirabeau ⥋ Gare SNCF via Chalette-sur-Loing | Mirabeau ⥋ Gare SNCF via Chalette-sur-Loing | Mirabeau ⥋ Gare SNCF via Chalette-sur-Loing | Mirabeau ⥋ Gare SNCF via Chalette-sur-Loing | Mirabeau ⥋ Gare SNCF via Chalette-sur-Loing |
| 4     | Ouverture / Fermeture 6 juillet 2019 / — | Longueur —                                  | Durée 30 min                                | Nb. d’arrêts 29                             | Matériel Standards                          | Jours de fonctionnement L, Ma, Me, J, V, S  | Jour / Soir / Nuit / Fêtes O / N / N / N    | Voy. / an —                                 | Exploitant Keolis Montargis                 |
| 4     | Desserte : - Communes desservies : Montargis (Centre et Gare), Chalette-sur-Loing (Kennedy, Pontonnerie, Vésines, Bourg) - Principaux arrêts : Mirabeau, Château Blanc, Eluard, Vésines, Gué aux Biches, Jaurès, Gare SNCF                                   |                                             |                                             |                                             |                                             |                                             |                                             |                                             |                                             |
| 4     | Autre : - Date de dernière mise à jour : 4 novembre 2024. |                                             |                                             |                                             |                                             |                                             |                                             |                                             |                                             |
| 4     | Dernière actualisation : — |                                             |                                             |                                             |                                             |                                             |                                             |                                             |                                             |
| 5     | Mirabeau ⥋ Hôpital via Amilly Centre | Mirabeau ⥋ Hôpital via Amilly Centre        | Mirabeau ⥋ Hôpital via Amilly Centre        | Mirabeau ⥋ Hôpital via Amilly Centre        | Mirabeau ⥋ Hôpital via Amilly Centre        | Mirabeau ⥋ Hôpital via Amilly Centre        | Mirabeau ⥋ Hôpital via Amilly Centre        | Mirabeau ⥋ Hôpital via Amilly Centre        | Mirabeau ⥋ Hôpital via Amilly Centre        |
| 5     | Ouverture / Fermeture 6 juillet 2019 / — | Longueur —                                  | Durée 50 min                                | Nb. d’arrêts 52                             | Matériel Standards                          | Jours de fonctionnement L, Ma, Me, J, V, S  | Jour / Soir / Nuit / Fêtes O / N / N / N    | Voy. / an —                                 | Exploitant Keolis Montargis                 |
| 5     | Desserte : - Communes desservies : Montargis, Villemandeur (Bourg et Zone d'Activités), Amilly (Zone Commerciale, Centre et Viroy) - Principaux arrêts : Mirabeau, Hôtel de Ville, Villemandeur Z.A., Rabelais, Hôpital                                      |                                             |                                             |                                             |                                             |                                             |                                             |                                             |                                             |
| 5     | Autre : - Date de dernière mise à jour : 4 novembre 2024. |                                             |                                             |                                             |                                             |                                             |                                             |                                             |                                             |
| 5     | Dernière actualisation : — |                                             |                                             |                                             |                                             |                                             |                                             |                                             |                                             |
| C     | Navette Coralys ⥋ Centre-ville de Montargis | Navette Coralys ⥋ Centre-ville de Montargis | Navette Coralys ⥋ Centre-ville de Montargis | Navette Coralys ⥋ Centre-ville de Montargis | Navette Coralys ⥋ Centre-ville de Montargis | Navette Coralys ⥋ Centre-ville de Montargis | Navette Coralys ⥋ Centre-ville de Montargis | Navette Coralys ⥋ Centre-ville de Montargis | Navette Coralys ⥋ Centre-ville de Montargis |
| C     | Ouverture / Fermeture 6 juillet 2019 / — | Longueur —                                  | Durée 25 min                                | Nb. d’arrêts 15                             | Matériel Standards                          | Jours de fonctionnement L, Ma, Me, J, V, S  | Jour / Soir / Nuit / Fêtes O / N / N / N    | Voy. / an —                                 | Exploitant Keolis Montargis                 |
| C     | Desserte : - Communes desservies : Montargis (Centre et La Chaussée) - Principaux arrêts : Office de tourisme, Mirabeau, Hôtel de Ville, République, La Chaussée                                                                                             |                                             |                                             |                                             |                                             |                                             |                                             |                                             |                                             |
| C     | Autre : - Date de dernière mise à jour : 4 novembre 2024. |                                             |                                             |                                             |                                             |                                             |                                             |                                             |                                             |
| C     | Dernière actualisation : — |                                             |                                             |                                             |                                             |                                             |                                             |                                             |                                             |

### Lignes complémentaires et secondaires
Les lignes complémentaires et secondaires ont une fréquence de 2 trajets par jour. Ces lignes sont essentiellement utilisées par les écoliers mais les autres personnes peuvent l'utiliser en période scolaire. Ces lignes peuvent circuler pendant les vacances scolaires sur réservation.
| Ligne | Caractéristiques | Caractéristiques                                                                       | Caractéristiques                                                                       | Caractéristiques                                                                       | Caractéristiques                                                                       | Caractéristiques                                                                       | Caractéristiques                                                                       | Caractéristiques                                                                       | Caractéristiques                                                                       |
| 11    | Amilly — Saulceux ⥋ Villemandeur — Le Plateau | Amilly — Saulceux ⥋ Villemandeur — Le Plateau                                          | Amilly — Saulceux ⥋ Villemandeur — Le Plateau                                          | Amilly — Saulceux ⥋ Villemandeur — Le Plateau                                          | Amilly — Saulceux ⥋ Villemandeur — Le Plateau                                          | Amilly — Saulceux ⥋ Villemandeur — Le Plateau                                          | Amilly — Saulceux ⥋ Villemandeur — Le Plateau                                          | Amilly — Saulceux ⥋ Villemandeur — Le Plateau                                          | Amilly — Saulceux ⥋ Villemandeur — Le Plateau                                          |
| ----- | --- | -------------------------------------------------------------------------------------- | -------------------------------------------------------------------------------------- | -------------------------------------------------------------------------------------- | -------------------------------------------------------------------------------------- | -------------------------------------------------------------------------------------- | -------------------------------------------------------------------------------------- | -------------------------------------------------------------------------------------- | -------------------------------------------------------------------------------------- |
| 11    | Ouverture / Fermeture 6 juillet 2019 / — | Longueur —                                                                             | Durée 42 min                                                                           | Nb. d’arrêts 33                                                                        | Matériel Standards                                                                     | Jours de fonctionnement L, Ma, Me, J, V                                                | Jour / Soir / Nuit / Fêtes O / N / N / N                                               | Voy. / an —                                                                            | Exploitant Keolis Montargis                                                            |
| 11    | Desserte : - Communes desservies : Amilly, Montargis, Villemandeur - Principaux arrêts : Saulceux, Mirabeau, Le Plateau |                                                                                        |                                                                                        |                                                                                        |                                                                                        |                                                                                        |                                                                                        |                                                                                        |                                                                                        |
| 11    | Autre : - Date de dernière mise à jour : 10 novembre 2024. |                                                                                        |                                                                                        |                                                                                        |                                                                                        |                                                                                        |                                                                                        |                                                                                        |                                                                                        |
| 11    | Dernière actualisation : — |                                                                                        |                                                                                        |                                                                                        |                                                                                        |                                                                                        |                                                                                        |                                                                                        |                                                                                        |
| 12    | Mormant — Moissy ⥋ Montargis — Lycée en Forêt | Mormant — Moissy ⥋ Montargis — Lycée en Forêt                                          | Mormant — Moissy ⥋ Montargis — Lycée en Forêt                                          | Mormant — Moissy ⥋ Montargis — Lycée en Forêt                                          | Mormant — Moissy ⥋ Montargis — Lycée en Forêt                                          | Mormant — Moissy ⥋ Montargis — Lycée en Forêt                                          | Mormant — Moissy ⥋ Montargis — Lycée en Forêt                                          | Mormant — Moissy ⥋ Montargis — Lycée en Forêt                                          | Mormant — Moissy ⥋ Montargis — Lycée en Forêt                                          |
| 12    | Ouverture / Fermeture 6 juillet 2019 / — | Longueur —                                                                             | Durée 56 min                                                                           | Nb. d’arrêts 23                                                                        | Matériel Autocars                                                                      | Jours de fonctionnement L, Ma, Me, J, V                                                | Jour / Soir / Nuit / Fêtes O / N / N / N                                               | Voy. / an —                                                                            | Exploitant Keolis Montargis                                                            |
| 12    | Desserte : - Communes desservies : Amilly, Conflans-sur-Loing, Montargis, Mormant-sur-Vernisson, Solterre - Principaux arrêts : Moissy, Rougerie, Conflans Bourg, Mirabeau, Lycée en Forêt |                                                                                        |                                                                                        |                                                                                        |                                                                                        |                                                                                        |                                                                                        |                                                                                        |                                                                                        |
| 12    | Autre : - Date de dernière mise à jour : 10 novembre 2024. |                                                                                        |                                                                                        |                                                                                        |                                                                                        |                                                                                        |                                                                                        |                                                                                        |                                                                                        |
| 12    | Dernière actualisation : — |                                                                                        |                                                                                        |                                                                                        |                                                                                        |                                                                                        |                                                                                        |                                                                                        |                                                                                        |
| 13    | Vimory — Vimory Mairie ⥋ Villemandeur — Collège Aubrac | Vimory — Vimory Mairie ⥋ Villemandeur — Collège Aubrac                                 | Vimory — Vimory Mairie ⥋ Villemandeur — Collège Aubrac                                 | Vimory — Vimory Mairie ⥋ Villemandeur — Collège Aubrac                                 | Vimory — Vimory Mairie ⥋ Villemandeur — Collège Aubrac                                 | Vimory — Vimory Mairie ⥋ Villemandeur — Collège Aubrac                                 | Vimory — Vimory Mairie ⥋ Villemandeur — Collège Aubrac                                 | Vimory — Vimory Mairie ⥋ Villemandeur — Collège Aubrac                                 | Vimory — Vimory Mairie ⥋ Villemandeur — Collège Aubrac                                 |
| 13    | Ouverture / Fermeture 6 juillet 2019 / — | Longueur —                                                                             | Durée 15 min                                                                           | Nb. d’arrêts 5                                                                         | Matériel Standards                                                                     | Jours de fonctionnement L, Ma, Me, J, V                                                | Jour / Soir / Nuit / Fêtes O / N / N / N                                               | Voy. / an —                                                                            | Exploitant Keolis Montargis                                                            |
| 13    | Desserte : - Communes desservies : Vimory, Villemandeur - Principaux arrêts : Vimory Mairie, Collège Aubrac. Les soirs, les arrêts Le Plateau et Le Marais sont desservis. |                                                                                        |                                                                                        |                                                                                        |                                                                                        |                                                                                        |                                                                                        |                                                                                        |                                                                                        |
| 13    | Autre : - Date de dernière mise à jour : 10 novembre 2024. |                                                                                        |                                                                                        |                                                                                        |                                                                                        |                                                                                        |                                                                                        |                                                                                        |                                                                                        |
| 13    | Dernière actualisation : — |                                                                                        |                                                                                        |                                                                                        |                                                                                        |                                                                                        |                                                                                        |                                                                                        |                                                                                        |
| 14    | Chevillon-sur-Huillard — Grand Casseau ⥋ Montargis — Lycée en Forêt via Collège Aubrac | Chevillon-sur-Huillard — Grand Casseau ⥋ Montargis — Lycée en Forêt via Collège Aubrac | Chevillon-sur-Huillard — Grand Casseau ⥋ Montargis — Lycée en Forêt via Collège Aubrac | Chevillon-sur-Huillard — Grand Casseau ⥋ Montargis — Lycée en Forêt via Collège Aubrac | Chevillon-sur-Huillard — Grand Casseau ⥋ Montargis — Lycée en Forêt via Collège Aubrac | Chevillon-sur-Huillard — Grand Casseau ⥋ Montargis — Lycée en Forêt via Collège Aubrac | Chevillon-sur-Huillard — Grand Casseau ⥋ Montargis — Lycée en Forêt via Collège Aubrac | Chevillon-sur-Huillard — Grand Casseau ⥋ Montargis — Lycée en Forêt via Collège Aubrac | Chevillon-sur-Huillard — Grand Casseau ⥋ Montargis — Lycée en Forêt via Collège Aubrac |
| 14    | Ouverture / Fermeture 6 juillet 2019 / — | Longueur —                                                                             | Durée 56 min                                                                           | Nb. d’arrêts 27                                                                        | Matériel Standards                                                                     | Jours de fonctionnement L, Ma, Me, J, V                                                | Jour / Soir / Nuit / Fêtes O / N / N / N                                               | Voy. / an —                                                                            | Exploitant Keolis Montargis                                                            |
| 14    | Desserte : - Communes desservies : Chevillon-sur-Huillard, Villemandeur, Montargis - Principaux arrêts : Grand Casseau, Collège Aubrac, Mirabeau, Lycée en Forêt. Le soir, la ligne démarre du Plateau et a pour terminus Le Moulin Neuf à Chevillon-sur-Huillard, sans desservir Lycée en Forêt |                                                                                        |                                                                                        |                                                                                        |                                                                                        |                                                                                        |                                                                                        |                                                                                        |                                                                                        |
| 14    | Autre : - Date de dernière mise à jour : 10 novembre 2024. |                                                                                        |                                                                                        |                                                                                        |                                                                                        |                                                                                        |                                                                                        |                                                                                        |                                                                                        |
| 14    | Dernière actualisation : — |                                                                                        |                                                                                        |                                                                                        |                                                                                        |                                                                                        |                                                                                        |                                                                                        |                                                                                        |
| 15    | St-Maurice-sur-Fessard — Pinède ⥋ Villemandeur — Le Plateau | St-Maurice-sur-Fessard — Pinède ⥋ Villemandeur — Le Plateau                            | St-Maurice-sur-Fessard — Pinède ⥋ Villemandeur — Le Plateau                            | St-Maurice-sur-Fessard — Pinède ⥋ Villemandeur — Le Plateau                            | St-Maurice-sur-Fessard — Pinède ⥋ Villemandeur — Le Plateau                            | St-Maurice-sur-Fessard — Pinède ⥋ Villemandeur — Le Plateau                            | St-Maurice-sur-Fessard — Pinède ⥋ Villemandeur — Le Plateau                            | St-Maurice-sur-Fessard — Pinède ⥋ Villemandeur — Le Plateau                            | St-Maurice-sur-Fessard — Pinède ⥋ Villemandeur — Le Plateau                            |
| 15    | Ouverture / Fermeture 6 juillet 2019 / — | Longueur —                                                                             | Durée 28 min                                                                           | Nb. d’arrêts 6                                                                         | Matériel Standards                                                                     | Jours de fonctionnement L, Ma, Me, J, V                                                | Jour / Soir / Nuit / Fêtes O / N / N / N                                               | Voy. / an —                                                                            | Exploitant Keolis Montargis                                                            |
| 15    | Desserte : - Communes desservies : Saint-Maurice-sur-Fessard, Villemandeur - Principaux arrêts : Pinède, Ancienne Gare, Le Plateau |                                                                                        |                                                                                        |                                                                                        |                                                                                        |                                                                                        |                                                                                        |                                                                                        |                                                                                        |
| 15    | Autre : - Date de dernière mise à jour : 10 novembre 2024. |                                                                                        |                                                                                        |                                                                                        |                                                                                        |                                                                                        |                                                                                        |                                                                                        |                                                                                        |
| 15    | Dernière actualisation : — |                                                                                        |                                                                                        |                                                                                        |                                                                                        |                                                                                        |                                                                                        |                                                                                        |                                                                                        |
| 16    | Pannes — Bois de Fourche ⥋ Montargis — Lycée en Forêt | Pannes — Bois de Fourche ⥋ Montargis — Lycée en Forêt                                  | Pannes — Bois de Fourche ⥋ Montargis — Lycée en Forêt                                  | Pannes — Bois de Fourche ⥋ Montargis — Lycée en Forêt                                  | Pannes — Bois de Fourche ⥋ Montargis — Lycée en Forêt                                  | Pannes — Bois de Fourche ⥋ Montargis — Lycée en Forêt                                  | Pannes — Bois de Fourche ⥋ Montargis — Lycée en Forêt                                  | Pannes — Bois de Fourche ⥋ Montargis — Lycée en Forêt                                  | Pannes — Bois de Fourche ⥋ Montargis — Lycée en Forêt                                  |
| 16    | Ouverture / Fermeture 6 juillet 2019 / — | Longueur —                                                                             | Durée 41 min                                                                           | Nb. d’arrêts 21                                                                        | Matériel Standards                                                                     | Jours de fonctionnement L, Ma, Me, J, V                                                | Jour / Soir / Nuit / Fêtes O / N / N / N                                               | Voy. / an —                                                                            | Exploitant Keolis Montargis                                                            |
| 16    | Desserte : - Communes desservies : Pannes, Chalette-sur-Loing, Montargis - Principaux arrêts : Bois de Fourche, Collège Eluard, Château-Blanc, Lycée en Forêt |                                                                                        |                                                                                        |                                                                                        |                                                                                        |                                                                                        |                                                                                        |                                                                                        |                                                                                        |
| 16    | Autre : - Date de dernière mise à jour : 10 novembre 2024. |                                                                                        |                                                                                        |                                                                                        |                                                                                        |                                                                                        |                                                                                        |                                                                                        |                                                                                        |
| 16    | Dernière actualisation : — |                                                                                        |                                                                                        |                                                                                        |                                                                                        |                                                                                        |                                                                                        |                                                                                        |                                                                                        |
| 17    | Corquilleroy — Blaise ⥋ Montargis — Verdier | Corquilleroy — Blaise ⥋ Montargis — Verdier                                            | Corquilleroy — Blaise ⥋ Montargis — Verdier                                            | Corquilleroy — Blaise ⥋ Montargis — Verdier                                            | Corquilleroy — Blaise ⥋ Montargis — Verdier                                            | Corquilleroy — Blaise ⥋ Montargis — Verdier                                            | Corquilleroy — Blaise ⥋ Montargis — Verdier                                            | Corquilleroy — Blaise ⥋ Montargis — Verdier                                            | Corquilleroy — Blaise ⥋ Montargis — Verdier                                            |
| 17    | Ouverture / Fermeture 6 juillet 2019 / — | Longueur —                                                                             | Durée 33 min                                                                           | Nb. d’arrêts 29                                                                        | Matériel Standards                                                                     | Jours de fonctionnement L, Ma, Me, J, V                                                | Jour / Soir / Nuit / Fêtes O / N / N / N                                               | Voy. / an —                                                                            | Exploitant Keolis Montargis                                                            |
| 17    | Desserte : - Communes desservies : Corquilleroy, Chalette-sur-Loing, Villemandeur, Montargis - Principaux arrêts : Blaise, Ponte de Lima, Le Plateau, Verdier |                                                                                        |                                                                                        |                                                                                        |                                                                                        |                                                                                        |                                                                                        |                                                                                        |                                                                                        |
| 17    | Autre : - Date de dernière mise à jour : 10 novembre 2024. |                                                                                        |                                                                                        |                                                                                        |                                                                                        |                                                                                        |                                                                                        |                                                                                        |                                                                                        |
| 17    | Dernière actualisation : — |                                                                                        |                                                                                        |                                                                                        |                                                                                        |                                                                                        |                                                                                        |                                                                                        |                                                                                        |
| 21    | Amilly — Clériceau ⥋ Montargis — Lycée en Forêt | Amilly — Clériceau ⥋ Montargis — Lycée en Forêt                                        | Amilly — Clériceau ⥋ Montargis — Lycée en Forêt                                        | Amilly — Clériceau ⥋ Montargis — Lycée en Forêt                                        | Amilly — Clériceau ⥋ Montargis — Lycée en Forêt                                        | Amilly — Clériceau ⥋ Montargis — Lycée en Forêt                                        | Amilly — Clériceau ⥋ Montargis — Lycée en Forêt                                        | Amilly — Clériceau ⥋ Montargis — Lycée en Forêt                                        | Amilly — Clériceau ⥋ Montargis — Lycée en Forêt                                        |
| 21    | Ouverture / Fermeture 6 juillet 2019 / — | Longueur —                                                                             | Durée 32 min                                                                           | Nb. d’arrêts 26                                                                        | Matériel Standards                                                                     | Jours de fonctionnement L, Ma, Me, J, V                                                | Jour / Soir / Nuit / Fêtes O / N / N / N                                               | Voy. / an —                                                                            | Exploitant Keolis Montargis                                                            |
| 21    | Desserte : - Communes desservies : Amilly, Montargis - Principaux arrêts : Clériceau, Lycée en Forêt |                                                                                        |                                                                                        |                                                                                        |                                                                                        |                                                                                        |                                                                                        |                                                                                        |                                                                                        |
| 21    | Autre : - Date de dernière mise à jour : 10 novembre 2024. |                                                                                        |                                                                                        |                                                                                        |                                                                                        |                                                                                        |                                                                                        |                                                                                        |                                                                                        |
| 21    | Dernière actualisation : — |                                                                                        |                                                                                        |                                                                                        |                                                                                        |                                                                                        |                                                                                        |                                                                                        |                                                                                        |
| 22    | Amilly — Gros Moulin ⥋ Montargis — Lycée en Foret | Amilly — Gros Moulin ⥋ Montargis — Lycée en Foret                                      | Amilly — Gros Moulin ⥋ Montargis — Lycée en Foret                                      | Amilly — Gros Moulin ⥋ Montargis — Lycée en Foret                                      | Amilly — Gros Moulin ⥋ Montargis — Lycée en Foret                                      | Amilly — Gros Moulin ⥋ Montargis — Lycée en Foret                                      | Amilly — Gros Moulin ⥋ Montargis — Lycée en Foret                                      | Amilly — Gros Moulin ⥋ Montargis — Lycée en Foret                                      | Amilly — Gros Moulin ⥋ Montargis — Lycée en Foret                                      |
| 22    | Ouverture / Fermeture 6 juillet 2019 / — | Longueur —                                                                             | Durée 31 min                                                                           | Nb. d’arrêts 16                                                                        | Matériel Standards                                                                     | Jours de fonctionnement L, Ma, Me, J, V                                                | Jour / Soir / Nuit / Fêtes O / N / N / N                                               | Voy. / an —                                                                            | Exploitant Keolis Montargis                                                            |
| 22    | Desserte : - Communes desservies : Amilly, Montargis - Principaux arrêts : Gros Moulin, Lycée en Forêt |                                                                                        |                                                                                        |                                                                                        |                                                                                        |                                                                                        |                                                                                        |                                                                                        |                                                                                        |
| 22    | Autre : - Date de dernière mise à jour : 10 novembre 2024. |                                                                                        |                                                                                        |                                                                                        |                                                                                        |                                                                                        |                                                                                        |                                                                                        |                                                                                        |
| 22    | Dernière actualisation : — |                                                                                        |                                                                                        |                                                                                        |                                                                                        |                                                                                        |                                                                                        |                                                                                        |                                                                                        |
| 23    | Amilly — Clériceau ⥋ Amilly — Collège Schuman | Amilly — Clériceau ⥋ Amilly — Collège Schuman                                          | Amilly — Clériceau ⥋ Amilly — Collège Schuman                                          | Amilly — Clériceau ⥋ Amilly — Collège Schuman                                          | Amilly — Clériceau ⥋ Amilly — Collège Schuman                                          | Amilly — Clériceau ⥋ Amilly — Collège Schuman                                          | Amilly — Clériceau ⥋ Amilly — Collège Schuman                                          | Amilly — Clériceau ⥋ Amilly — Collège Schuman                                          | Amilly — Clériceau ⥋ Amilly — Collège Schuman                                          |
| 23    | Ouverture / Fermeture 6 juillet 2019 / — | Longueur —                                                                             | Durée 19 min                                                                           | Nb. d’arrêts 11                                                                        | Matériel Standards                                                                     | Jours de fonctionnement L, Ma, Me, J, V                                                | Jour / Soir / Nuit / Fêtes O / N / N / N                                               | Voy. / an —                                                                            | Exploitant Keolis Montargis                                                            |
| 23    | Desserte : - Communes desservies : Amilly - Principaux arrêts : Clériceau, Collège Schuman |                                                                                        |                                                                                        |                                                                                        |                                                                                        |                                                                                        |                                                                                        |                                                                                        |                                                                                        |
| 23    | Autre : - Date de dernière mise à jour : 10 novembre 2024. |                                                                                        |                                                                                        |                                                                                        |                                                                                        |                                                                                        |                                                                                        |                                                                                        |                                                                                        |
| 23    | Dernière actualisation : — |                                                                                        |                                                                                        |                                                                                        |                                                                                        |                                                                                        |                                                                                        |                                                                                        |                                                                                        |
| 24    | ? ⥋ ? | ? ⥋ ?                                                                                  | ? ⥋ ?                                                                                  | ? ⥋ ?                                                                                  | ? ⥋ ?                                                                                  | ? ⥋ ?                                                                                  | ? ⥋ ?                                                                                  | ? ⥋ ?                                                                                  | ? ⥋ ?                                                                                  |
| 24    | Ouverture / Fermeture — / — | Longueur —                                                                             | Durée —                                                                                | Nb. d’arrêts —                                                                         | Matériel —                                                                             | Jours de fonctionnement —                                                              | Jour / Soir / Nuit / Fêtes — / — / — / —                                               | Voy. / an —                                                                            | Dépôt —                                                                                |
| 24    | Desserte : — |                                                                                        |                                                                                        |                                                                                        |                                                                                        |                                                                                        |                                                                                        |                                                                                        |                                                                                        |
| 24    | Autre : |                                                                                        |                                                                                        |                                                                                        |                                                                                        |                                                                                        |                                                                                        |                                                                                        |                                                                                        |
| 24    | Dernière actualisation : — |                                                                                        |                                                                                        |                                                                                        |                                                                                        |                                                                                        |                                                                                        |                                                                                        |                                                                                        |

## Parc de véhicules
En juin 2025, le parc d'autobus du réseau Amelys est composé de 36 véhicules dont 31 bus standards, 1 minibus et 4 autocars. Au sein de cette flotte, les autres véhicules sont équipés de moteurs Diesel.

### Bus standards
| Constructeur | Modèle      | Nombre | Numéros de parc     | Période de mise en service         | Affectation                                                                                  | Observation |
| ------------ | ----------- | ------ | ------------------- | ---------------------------------- | -------------------------------------------------------------------------------------------- | ----------- |
| Irisbus      | Agora S     | 1      | 47                  | Avril 2004                         | 1, 2, 3, 4, 5, C, 10, 11, 13, 14, 15, 16, 17, 20, 21, 22, 23, 24, 25, 26, 30, 32, 33, 34, N2 | –           |
| Irisbus      | Citelis 12  | 16     | 48-49, 51-59, 63-67 | Entre août 2005 à septembre 2012   | 1, 2, 3, 4, 5, C, 10, 11, 13, 14, 15, 16, 17, 20, 21, 22, 23, 24, 25, 26, 30, 32, 33, 34, N2 | –           |
| Iveco Bus    | Urbanway 12 | 14     | 68-69, 71-79, 81-83 | Entre octobre 2015 à Décembre 2024 | 1, 2, 3, 4, 5, C, 10, 11, 13, 14, 15, 16, 17, 20, 21, 22, 23, 24, 25, 26, 30, 32, 33, 34, N2 | –           |

### Minibus
| Constructeur | Modèle     | Nombre | Numéros de parc | Période de mise en service | Affectation | Observation |
| ------------ | ---------- | ------ | --------------- | -------------------------- | ----------- | ----------- |
| Fiat         | Ducato III | 1      | 006             | Octobre 2012               | N1          | –           |

### Autocars
| Constructeur | Modèle    | Nombre | Numéros de parc | Période de mise en service     | Affectation        | Observation |
| ------------ | --------- | ------ | --------------- | ------------------------------ | ------------------ | ----------- |
| Irisbus      | Crossway  | 3      | 101-103         | Entre mai 2009 à novembre 2009 | 12, 18, 27, 28, 29 | –           |
| Irisbus      | Récréo II | 1      | 171             | Septembre 2011                 | 12, 18, 27, 28, 29 | –           |

### Dépôts
- Le dépôt de Keolis Montargis est situé dans la principauté, au 16 Rue de la Baraudière, 45700 Villemandeur